# Lista siturilor arheologice din județul Hunedoara - R
Lista siturilor arheologice din județul Hunedoara - R conține toate siturile arheologice din județul Hunedoara înscrise în Repertoriul Arheologic Național (RAN) și aflate în localități al căror nume începe cu litera R. RAN este administrat de Ministerul Culturii și Patrimoniului Național și cuprinde date științifice, cartografice, topografice, imagini și planuri, precum și orice alte informații privitoare la zonele cu potențial arheologic, studiate sau nu, încă existente sau dispărute.
Puteți căuta un sit din localitățile care încep cu litera R folosind formularul de mai jos sau puteți naviga prin toate siturile din județ la Lista siturilor arheologice din județul Hunedoara.
| Cod RAN                                   | Denumire | Localitate                                           | Adresă                                                                            | Datare                                     | Descoperit | Coordonate                                    | Imagine           | Erori            |
| ----------------------------------------- | --- | ---------------------------------------------------- | --------------------------------------------------------------------------------- | ------------------------------------------ | ---------- | --------------------------------------------- | ----------------- | ---------------- |
| 90887.01.01 (Cod LMI: HD-II-m-A-03428.01) | Curtea nobiliară medievală a Cândeștilor de la Râu de Mori / ansamblu anonim (Categorie: locuire civilă) (Tip: curia)                                                | sat Râu de Mori, comuna Râu de Mori                  |                                                                                   | sec. XV - XVII                             | 1997       | 45°29′46″N 22°51′19″E / 45.4961°N 22.85532°E  | Încărcați imagine | Raportați eroare |
| 90887.01.02 (Cod LMI: HD-II-m-A-03428.02) | Curtea nobiliară medievală a Cândeștilor de la Râu de Mori / ansamblu anonim (Categorie: locuire civilă) (Tip: Capelă)                                               | sat Râu de Mori, comuna Râu de Mori                  |                                                                                   | sec. XV                                    | 1997       | 45°29′46″N 22°51′19″E / 45.4961°N 22.85532°E  | Încărcați imagine | Raportați eroare |
| 90887.01.03 (Cod LMI: HD-II-a-A-03428)    | Curtea nobiliară medievală a Cândeștilor de la Râu de Mori / ansamblu anonim (Categorie: locuire civilă) (Tip: Așezare)                                              | sat Râu de Mori, comuna Râu de Mori                  |                                                                                   |                                            | 1997       | 45°29′46″N 22°51′19″E / 45.4961°N 22.85532°E  | Încărcați imagine | Raportați eroare |
| 89525.01.01 (Cod LMI: HD-II-m-A-03434)    | Biserica "Buna Vestire" de la Roșcani / ansamblu Biserica "Buna Vestire" (Categorie: structură de cult/religioasă) (Tip: Biserică)                                   | sat Roșcani, comuna Dobra                            | Biserica Buna Vestire                                                             | sec. XV; sec. XVIII, a doua jum a sec. XIX | 2001       |                                               | Încărcați imagine | Raportați eroare |
| 89525.01.02 (Cod LMI: HD-II-m-A-03434)    | Biserica "Buna Vestire" de la Roșcani / ansamblu anonim (Categorie: structură de cult/religioasă) (Tip: Cimitir)                                                     | sat Roșcani, comuna Dobra                            | Biserica Buna Vestire                                                             |                                            | 2001       |                                               | Încărcați imagine | Raportați eroare |
| 90672.01.01 (Cod LMI: HD-I-s-A-03204)     | Așezarea fortificată de la Rapoltu Mare - "Măgura Uroiului" / ansamblu anonim (Categorie: locuire civilă) (Tip: Așezare fortificată)                                 | sat Rapoltu Mare, comuna Rapoltu Mare                | Măgura Uroiului                                                                   |                                            |            | 45°51′30″N 23°03′01″E / 45.85833°N 23.05028°E | Încărcați imagine | Raportați eroare |
| 90672.01.02 (Cod LMI: HD-I-s-A-03204)     | Așezarea fortificată de la Rapoltu Mare - "Măgura Uroiului" / ansamblu anonim (Categorie: locuire civilă) (Tip: Așezare)                                             | sat Rapoltu Mare, comuna Rapoltu Mare                | Măgura Uroiului                                                                   |                                            |            | 45°51′30″N 23°03′01″E / 45.85833°N 23.05028°E | Încărcați imagine | Raportați eroare |
| 90672.01.03 (Cod LMI: HD-I-s-A-03204)     | Așezarea fortificată de la Rapoltu Mare - "Măgura Uroiului" / ansamblu anonim (Categorie: locuire civilă) (Tip: Așezare)                                             | sat Rapoltu Mare, comuna Rapoltu Mare                | Măgura Uroiului                                                                   | dacică                                     |            | 45°51′30″N 23°03′01″E / 45.85833°N 23.05028°E | Încărcați imagine | Raportați eroare |
| 90672.01.03 (Cod LMI: HD-I-s-A-03204)     | Așezarea fortificată de la Rapoltu Mare - "Măgura Uroiului" / complex anonim (Categorie: locuire civilă) (Tip: locuință)                                             | sat Rapoltu Mare, comuna Rapoltu Mare                | Măgura Uroiului                                                                   | dacică                                     |            | 45°51′30″N 23°03′01″E / 45.85833°N 23.05028°E | Încărcați imagine | Raportați eroare |
| 90672.01.04 (Cod LMI: HD-I-s-A-03204)     | Așezarea fortificată de la Rapoltu Mare - "Măgura Uroiului" / ansamblu anonim (Categorie: locuire civilă) (Tip: Depozit)                                             | sat Rapoltu Mare, comuna Rapoltu Mare                | Măgura Uroiului                                                                   |                                            |            | 45°51′30″N 23°03′01″E / 45.85833°N 23.05028°E | Încărcați imagine | Raportați eroare |
| 90672.01.05 (Cod LMI: HD-I-m-B-03204.03)  | Așezarea fortificată de la Rapoltu Mare - "Măgura Uroiului" / ansamblu anonim (Categorie: locuire civilă) (Tip: Așezare)                                             | sat Rapoltu Mare, comuna Rapoltu Mare                | Măgura Uroiului                                                                   | Coțofeni                                   |            | 45°51′30″N 23°03′01″E / 45.85833°N 23.05028°E | Încărcați imagine | Raportați eroare |
| 90672.01.05 (Cod LMI: HD-I-m-B-03204.03)  | Așezarea fortificată de la Rapoltu Mare - "Măgura Uroiului" / complex anonim (Categorie: locuire civilă) (Tip: locuință)                                             | sat Rapoltu Mare, comuna Rapoltu Mare                | Măgura Uroiului                                                                   | Coțofeni                                   |            | 45°51′30″N 23°03′01″E / 45.85833°N 23.05028°E | Încărcați imagine | Raportați eroare |
| 90672.01.06 (Cod LMI: HD-I-s-A-03204)     | Așezarea fortificată de la Rapoltu Mare - "Măgura Uroiului" / ansamblu anonim (Categorie: locuire civilă) (Tip: Așezare)                                             | sat Rapoltu Mare, comuna Rapoltu Mare                | Măgura Uroiului                                                                   | Wietenberg                                 |            | 45°51′30″N 23°03′01″E / 45.85833°N 23.05028°E | Încărcați imagine | Raportați eroare |
| 90672.01.07 (Cod LMI: HD-I-s-A-03204)     | Așezarea fortificată de la Rapoltu Mare - "Măgura Uroiului" / ansamblu anonim (Categorie: locuire civilă) (Tip: Așezare)                                             | sat Rapoltu Mare, comuna Rapoltu Mare                | Măgura Uroiului                                                                   |                                            |            | 45°51′30″N 23°03′01″E / 45.85833°N 23.05028°E | Încărcați imagine | Raportați eroare |
| 90672.01.08 (Cod LMI: HD-I-s-A-03204)     | Așezarea fortificată de la Rapoltu Mare - "Măgura Uroiului" / ansamblu anonim (Categorie: locuire civilă) (Tip: morminte)                                            | sat Rapoltu Mare, comuna Rapoltu Mare                | Măgura Uroiului                                                                   |                                            |            | 45°51′30″N 23°03′01″E / 45.85833°N 23.05028°E | Încărcați imagine | Raportați eroare |
| 90672.02.01                               | Așezarea romană de la Rapoltu Mare - "La Vie" / ansamblu anonim (Categorie: locuire civilă) (Tip: Așezare)                                                           | sat Rapoltu Mare, comuna Rapoltu Mare                | La Vie                                                                            | sec.II                                     |            | 45°51′55″N 23°04′13″E / 45.86538°N 23.07032°E | Încărcați imagine | Raportați eroare |
| 89525.02.01                               | Așezarea în peșteră de la Roșcani - Peștera numărul 2 din Valea Voichii / ansamblu anonim (Categorie: locuire civilă) (Tip: Locuire)                                 | sat Roșcani, comuna Dobra                            | Peștera numărul 2 din Valea Voichii                                               | Coțofeni                                   |            |                                               | Încărcați imagine | Raportați eroare |
| 89525.02.02                               | Așezarea în peșteră de la Roșcani - Peștera numărul 2 din Valea Voichii / ansamblu anonim (Categorie: locuire civilă) (Tip: Locuire)                                 | sat Roșcani, comuna Dobra                            | Peștera numărul 2 din Valea Voichii                                               |                                            |            |                                               | Încărcați imagine | Raportați eroare |
| 89525.03.01                               | Complexele funerare de la Roșscani - Dealul Cerăt / ansamblu anonim (Categorie: descoperire funerară) (Tip: neprecizat)                                              | sat Roșcani, comuna Dobra                            | Dealul Cerăt                                                                      |                                            |            |                                               | Încărcați imagine | Raportați eroare |
| 89525.03.02                               | Complexele funerare de la Roșscani - Dealul Cerăt / ansamblu anonim (Categorie: descoperire funerară) (Tip: Tumuli)                                                  | sat Roșcani, comuna Dobra                            | Dealul Cerăt                                                                      |                                            |            |                                               | Încărcați imagine | Raportați eroare |
| 89525.03.03                               | Complexele funerare de la Roșscani - Dealul Cerăt / ansamblu anonim (Categorie: descoperire funerară) (Tip: Fortificație)                                            | sat Roșcani, comuna Dobra                            | Dealul Cerăt                                                                      |                                            |            |                                               | Încărcați imagine | Raportați eroare |
| 90716.01.01                               | Așezarea eneolitică de la Rapolțel - Dealul Aranyi / ansamblu anonim (Categorie: locuire civilă) (Tip: Locuire)                                                      | sat Rapolțel, comuna Rapoltu Mare                    | Dealul Aranyi                                                                     |                                            |            |                                               | Încărcați imagine | Raportați eroare |
| 90716.02.01                               | Așezarea eneolitică de la Rapolțel - "Cetatea Păgână" / ansamblu anonim (Categorie: locuire civilă) (Tip: Așezare)                                                   | sat Rapolțel, comuna Rapoltu Mare                    | Cetatea Păgână                                                                    |                                            |            |                                               | Încărcați imagine | Raportați eroare |
| 90672.03.01                               | Așezarea preistorică de la Rapoltu Mare / ansamblu anonim (Categorie: locuire civilă) (Tip: Așezare)                                                                 | sat Rapoltu Mare, comuna Rapoltu Mare                | Dealul Dobaga                                                                     |                                            |            |                                               | Încărcați imagine | Raportați eroare |
| 91198.01.01                               | Așezarea neolitică de la Râu Alb - Cetate / ansamblu anonim (Categorie: locuire civilă) (Tip: Așezare)                                                               | sat Râu Alb, comuna Sălașu de Sus                    | Cetate                                                                            | Vinča                                      |            | 45°30′45″N 22°59′55″E / 45.51249°N 22.99867°E | Încărcați imagine | Raportați eroare |
| 91198.01.02                               | Așezarea neolitică de la Râu Alb - Cetate / ansamblu anonim (Categorie: locuire civilă) (Tip: Așezare)                                                               | sat Râu Alb, comuna Sălașu de Sus                    | Cetate                                                                            | Turdaș                                     |            | 45°30′45″N 22°59′55″E / 45.51249°N 22.99867°E | Încărcați imagine | Raportați eroare |
| 88617.01.01                               | Așezările preistorice de la Rovina / ansamblu anonim (Categorie: locuire civilă) (Tip: Așezare)                                                                      | sat Rovina, comuna Bucureșci                         |                                                                                   |                                            |            |                                               | Încărcați imagine | Raportați eroare |
| 91009.01.01                               | Așezarea Vinča de la Romos / ansamblu anonim (Categorie: locuire civilă) (Tip: Așezare)                                                                              | sat Romos, comuna Romos                              | Făgădău                                                                           | Vinča                                      |            |                                               | Încărcați imagine | Raportați eroare |
| 91679.01.01                               | Așezarea neolitică de la Reea - "Stația ITA" / ansamblu anonim(Lângă Șosea) (Categorie: locuire civilă) (Tip: Așezare)                                               | sat Reea, comuna Totești                             | Stația ITA                                                                        | Turdaș                                     |            |                                               | Încărcați imagine | Raportați eroare |
| 91679.01.02                               | Așezarea neolitică de la Reea - "Stația ITA" / ansamblu anonim(Lângă Șosea) (Categorie: locuire civilă) (Tip: Așezare)                                               | sat Reea, comuna Totești                             | Stația ITA                                                                        | Balta Sărată                               |            |                                               | Încărcați imagine | Raportați eroare |
| 91679.02.01                               | Așezarea neolitică de la Reea - "Grădina lui Adam Buda" / ansamblu anonim (Categorie: locuire civilă) (Tip: Așezare)                                                 | sat Reea, comuna Totești                             | Grădina lui Adam Buda                                                             |                                            |            |                                               | Încărcați imagine | Raportați eroare |
| 90734.03 (Cod LMI: HD-II-m-A-03424)       | Turnul donjon de epocă medievală de la Răchitova - Cetățuia / ansamblu anonim (Categorie: fortificație)                                                              | sat Răchitova, comuna Răchitova                      | Cetățuia                                                                          |                                            |            | 45°36′04″N 22°44′52″E / 45.60113°N 22.74788°E | Încărcați imagine | Raportați eroare |
| 90734.03.01 (Cod LMI: HD-II-m-A-03424)    | Turnul donjon de epocă medievală de la Răchitova - Cetățuia / ansamblu anonim (Categorie: fortificație) (Tip: Turn)                                                  | sat Răchitova, comuna Răchitova                      | Cetățuia                                                                          | sec. XI- XIV                               |            | 45°36′04″N 22°44′52″E / 45.60113°N 22.74788°E | Încărcați imagine | Raportați eroare |
| 90734.03.02 (Cod LMI: HD-II-m-A-03424)    | Turnul donjon de epocă medievală de la Răchitova - Cetățuia / ansamblu anonim (Categorie: fortificație) (Tip: Val de pământ)                                         | sat Răchitova, comuna Răchitova                      | Cetățuia                                                                          | sec. XIII- XIV                             |            | 45°36′04″N 22°44′52″E / 45.60113°N 22.74788°E | Încărcați imagine | Raportați eroare |
| 90814.01.01 (Cod LMI: HD-II-m-A-03431)    | Situl Bisericii "Sf. Nicolae" din Ribița / ansamblu Biserica "Sf. Nicolae" (Categorie: structură de cult/religioasă) (Tip: Biserică)                                 | sat Ribița, comuna Ribița                            |                                                                                   | cca. 1417                                  |            |                                               | Încărcați imagine | Raportați eroare |
| 90814.01.02 (Cod LMI: HD-II-m-A-03431)    | Situl Bisericii "Sf. Nicolae" din Ribița / ansamblu Biserica "Sf. Nicolae" (Categorie: structură de cult/religioasă) (Tip: Biserică)                                 | sat Ribița, comuna Ribița                            |                                                                                   | sec. XVI                                   |            |                                               | Încărcați imagine | Raportați eroare |
| 90814.01.03 (Cod LMI: HD-II-m-A-03431)    | Situl Bisericii "Sf. Nicolae" din Ribița / ansamblu Biserica "Sf. Nicolae" (Categorie: structură de cult/religioasă) (Tip: Biserică)                                 | sat Ribița, comuna Ribița                            |                                                                                   | 1851-1900                                  |            |                                               | Încărcați imagine | Raportați eroare |
| 90814.01.04 (Cod LMI: HD-II-m-A-03431)    | Situl Bisericii "Sf. Nicolae" din Ribița / ansamblu anonim (Categorie: structură de cult/religioasă) (Tip: Așezare)                                                  | sat Ribița, comuna Ribița                            |                                                                                   |                                            |            |                                               | Încărcați imagine | Raportați eroare |
| 90734.01.01                               | Biserica de piatră din Răchitova / ansamblu anonim (Categorie: construcție de cult) (Tip: biserică)                                                                  | sat Răchitova, comuna Răchitova                      |                                                                                   | secolul XV                                 |            |                                               | Încărcați imagine | Raportați eroare |
| 90672.06.01                               | Așezarea neolitică de la Rapoltu Mare - Pleșe / ansamblu anonim (Categorie: locuire) (Tip: Așezare)                                                                  | sat Rapoltu Mare, comuna Rapoltu Mare                | Pleșe                                                                             |                                            |            | 45°52′33″N 23°06′15″E / 45.87581°N 23.1042°E  | Încărcați imagine | Raportați eroare |
| 90672.07                                  | Așezarea neolitică de la Rapoltu Mare - Băgădău / ansamblu anonim (Categorie: locuire) (Tip: Așezare)                                                                | sat Rapoltu Mare, comuna Rapoltu Mare                | Băgădău                                                                           |                                            |            | 45°52′29″N 23°05′08″E / 45.8748°N 23.08553°E  | Încărcați imagine | Raportați eroare |
| 90672.08.01                               | Așezarea Coțofeni de la Rapoltu Mare / ansamblu anonim (Categorie: locuire) (Tip: Așezare)                                                                           | sat Rapoltu Mare, comuna Rapoltu Mare                |                                                                                   | Coțofeni                                   |            |                                               | Încărcați imagine | Raportați eroare |
| 90672.09.01                               | Situl arheologic de la Rapoltu Mare - Sedi / ansamblu anonim (Categorie: locuire) (Tip: Așezare)                                                                     | sat Rapoltu Mare, comuna Rapoltu Mare                | Sedi                                                                              | Starcevo - Criș                            |            | 45°51′25″N 23°03′22″E / 45.85693°N 23.05619°E | Încărcați imagine | Raportați eroare |
| 90672.09.02                               | Situl arheologic de la Rapoltu Mare - Sedi / ansamblu anonim (Categorie: locuire) (Tip: Așezare)                                                                     | sat Rapoltu Mare, comuna Rapoltu Mare                | Sedi                                                                              | Wietenberg                                 |            | 45°51′25″N 23°03′22″E / 45.85693°N 23.05619°E | Încărcați imagine | Raportați eroare |
| 90672.09.3                                | Situl arheologic de la Rapoltu Mare - Sedi / ansamblu anonim (Categorie: locuire) (Tip: Așezare)                                                                     | sat Rapoltu Mare, comuna Rapoltu Mare                | Sedi                                                                              | Basarabi                                   |            | 45°51′25″N 23°03′22″E / 45.85693°N 23.05619°E | Încărcați imagine | Raportați eroare |
| 90672.10.01                               | Așezarea de epocă romană de la Rapoltu Mare / ansamblu anonim (Categorie: locuire) (Tip: Villa rustica)                                                              | sat Rapoltu Mare, comuna Rapoltu Mare                |                                                                                   |                                            |            |                                               | Încărcați imagine | Raportați eroare |
| 90716.03.01                               | Așezarea Wietenberg de la Rapolțel / ansamblu anonim (Categorie: locuire) (Tip: Așezare)                                                                             | sat Rapolțel, comuna Rapoltu Mare                    |                                                                                   | Wietenberg                                 |            |                                               | Încărcați imagine | Raportați eroare |
| 90716.04.01                               | Așezarea de epocă romană de la Rapolțel / ansamblu anonim (Categorie: locuire) (Tip: Așezare)                                                                        | sat Rapolțel, comuna Rapoltu Mare                    |                                                                                   |                                            |            |                                               | Încărcați imagine | Raportați eroare |
| 90716.05.01                               | Situl arheologic de la Rapolțel - Cetățuia / ansamblu anonim (Categorie: locuire) (Tip: constructie)                                                                 | sat Rapolțel, comuna Rapoltu Mare                    | Cetățuia                                                                          | XIII - XIV d.Chr.                          |            |                                               | Încărcați imagine | Raportați eroare |
| 90716.05.02                               | Situl arheologic de la Rapolțel - Cetățuia / ansamblu anonim (Categorie: locuire) (Tip: Așezare)                                                                     | sat Rapolțel, comuna Rapoltu Mare                    | Cetățuia                                                                          |                                            |            |                                               | Încărcați imagine | Raportați eroare |
| 90716.05.03                               | Situl arheologic de la Rapolțel - Cetățuia / ansamblu anonim (Categorie: locuire) (Tip: Așezare)                                                                     | sat Rapolțel, comuna Rapoltu Mare                    | Cetățuia                                                                          |                                            |            |                                               | Încărcați imagine | Raportați eroare |
| 90716.06.01                               | Schitul ortodox de la Rapolțel / ansamblu anonim (Categorie: construcție de cult) (Tip: Schit)                                                                       | sat Rapolțel, comuna Rapoltu Mare                    |                                                                                   | sec. XVII d. Chr                           |            |                                               | Încărcați imagine | Raportați eroare |
| 86838.01.01                               | Așezarea neoltitică ce la Răcăștia - Casa Barna / ansamblu anonim (Categorie: locuire) (Tip: Așezare)                                                                | localitate componentă Răcăștia, municipiul Hunedoara | Casa Barna                                                                        |                                            |            |                                               | Încărcați imagine | Raportați eroare |
| 91198.03.01                               | Așezarea de epocă romană de la Râu Alb - Latura Cetății / ansamblu anonim (Categorie: locuire) (Tip: Villa rustica)                                                  | sat Râu Alb, comuna Sălașu de Sus                    | Latura Cetății                                                                    |                                            |            | 45°30′48″N 22°59′49″E / 45.51339°N 22.99702°E | Încărcați imagine | Raportați eroare |
| 90627.01.01                               | Situl arheologic de la Râu Bărbat - Cetate / ansamblu anonim (Categorie: locuire) (Tip: castru de marș)                                                              | sat Râu Bărbat, comuna Pui                           | Cetate                                                                            |                                            |            | 45°29′41″N 23°05′39″E / 45.49471°N 23.09419°E | Încărcați imagine | Raportați eroare |
| 90627.01.02                               | Situl arheologic de la Râu Bărbat - Cetate / ansamblu anonim (Categorie: locuire) (Tip: Așezare)                                                                     | sat Râu Bărbat, comuna Pui                           | Cetate                                                                            |                                            |            | 45°29′41″N 23°05′39″E / 45.49471°N 23.09419°E | Încărcați imagine | Raportați eroare |
| 90627.01.03                               | Situl arheologic de la Râu Bărbat - Cetate / ansamblu anonim (Categorie: locuire) (Tip: Așezare)                                                                     | sat Râu Bărbat, comuna Pui                           | Cetate                                                                            | dacică                                     |            | 45°29′41″N 23°05′39″E / 45.49471°N 23.09419°E | Încărcați imagine | Raportați eroare |
| 90627.01.04                               | Situl arheologic de la Râu Bărbat - Cetate / ansamblu anonim (Categorie: locuire) (Tip: Așezare)                                                                     | sat Râu Bărbat, comuna Pui                           | Cetate                                                                            |                                            |            | 45°29′41″N 23°05′39″E / 45.49471°N 23.09419°E | Încărcați imagine | Raportați eroare |
| 90627.02.01                               | Așezare de epocă romană de la Râu Bărbat / ansamblu anonim (Categorie: locuire) (Tip: constructie)                                                                   | sat Râu Bărbat, comuna Pui                           |                                                                                   |                                            |            |                                               | Încărcați imagine | Raportați eroare |
| 90627.03.01                               | Așezarea de epocă medievală de la Râu Bărbat - Ogrăzi / ansamblu anonim (Categorie: locuire) (Tip: Așezare)                                                          | sat Râu Bărbat, comuna Pui                           | Ogrăzi                                                                            |                                            |            |                                               | Încărcați imagine | Raportați eroare |
| 90627.04.01                               | Așezarea de epocă medievală de la Râu Bărbat - Estul Satului / ansamblu anonim (Categorie: locuire) (Tip: Așezare)                                                   | sat Râu Bărbat, comuna Pui                           | Estul Satului                                                                     |                                            |            |                                               | Încărcați imagine | Raportați eroare |
| 90627.05.01                               | Așezarea de epocă medievală de la Râu Bărbat - Ploștina / ansamblu anonim (Categorie: locuire) (Tip: locuința)                                                       | sat Râu Bărbat, comuna Pui                           | Ploștina                                                                          | Sec. XIII d. Chr                           |            |                                               | Încărcați imagine | Raportați eroare |
| 90627.06.01                               | Așezământul de cult de la Râu Bărbat - Ruina Bisericii vechi / ansamblu anonim (Categorie: construcție de cult) (Tip: Biserică)                                      | sat Râu Bărbat, comuna Pui                           | Ruina Bisericii vechi                                                             | sec. XVI - XVII                            |            |                                               | Încărcați imagine | Raportați eroare |
| 90887.02.01                               | Situl arheologic de la Râu de Mori - Livada lui Binder / ansamblu anonim (Categorie: locuire) (Tip: Așezare)                                                         | sat Râu de Mori, comuna Râu de Mori                  | Livada lui Binder                                                                 |                                            |            |                                               | Încărcați imagine | Raportați eroare |
| 90887.02.02                               | Situl arheologic de la Râu de Mori - Livada lui Binder / ansamblu anonim (Categorie: locuire) (Tip: Așezare)                                                         | sat Râu de Mori, comuna Râu de Mori                  | Livada lui Binder                                                                 |                                            |            |                                               | Încărcați imagine | Raportați eroare |
| 90887.02.03                               | Situl arheologic de la Râu de Mori - Livada lui Binder / ansamblu anonim (Categorie: locuire) (Tip: Așezare)                                                         | sat Râu de Mori, comuna Râu de Mori                  | Livada lui Binder                                                                 |                                            |            |                                               | Încărcați imagine | Raportați eroare |
| 90887.04.01                               | Situl arheologic de la Râu de Mori - Grădina lui Bojin / ansamblu anonim (Categorie: locuire) (Tip: Așezare)                                                         | sat Râu de Mori, comuna Râu de Mori                  | Grădina lui Bojin                                                                 |                                            |            |                                               | Încărcați imagine | Raportați eroare |
| 90887.04.02                               | Situl arheologic de la Râu de Mori - Grădina lui Bojin / ansamblu anonim (Categorie: locuire) (Tip: Așezare)                                                         | sat Râu de Mori, comuna Râu de Mori                  | Grădina lui Bojin                                                                 |                                            |            |                                               | Încărcați imagine | Raportați eroare |
| 90887.05.01                               | Așezarea Wietenberg de la Râu de Mori / ansamblu anonim (Categorie: locuire) (Tip: Așezare)                                                                          | sat Râu de Mori, comuna Râu de Mori                  |                                                                                   | Wietenberg                                 |            |                                               | Încărcați imagine | Raportați eroare |
| 90887.06.01                               | Așezarea de epocă dacică de la Râu de Mori - La Bordeie / ansamblu anonim (Categorie: locuire) (Tip: Așezare)                                                        | sat Râu de Mori, comuna Râu de Mori                  | La Bordeie                                                                        | dacica                                     |            |                                               | Încărcați imagine | Raportați eroare |
| 90887.07.01                               | Așezarea de epocă romană de la Râu de Mori - La Izvor / ansamblu anonim (Categorie: locuire) (Tip: Așezare)                                                          | sat Râu de Mori, comuna Râu de Mori                  | La Izvor                                                                          |                                            |            |                                               | Încărcați imagine | Raportați eroare |
| 91679.03.01                               | Așezarea de epocă romană de la Reea / ansamblu anonim (Categorie: locuire civilă) (Tip: Așezare rurală)                                                              | sat Reea, comuna Totești                             |                                                                                   |                                            |            |                                               | Încărcați imagine | Raportați eroare |
| 90887.08.01                               | Așezarea de epocă romană de la Râu de Mori - Râu Mare / ansamblu anonim (Categorie: locuire) (Tip: Așezare)                                                          | sat Râu de Mori, comuna Râu de Mori                  | Râu Mare                                                                          |                                            |            |                                               | Încărcați imagine | Raportați eroare |
| 89669.01.01                               | Așezarea Wietenberg de la Rengheț - La Rât / ansamblu anonim (Categorie: locuire) (Tip: Așezare)                                                                     | sat Renghet, oraș Geoagiu                            | La Rât                                                                            | Wietenberg                                 |            |                                               | Încărcați imagine | Raportați eroare |
| 89669.02.01                               | Așezare de epocă romană de la Rengheț - La Luncă / ansamblu anonim (Categorie: locuire) (Tip: Așezare)                                                               | sat Renghet, oraș Geoagiu                            | La Luncă                                                                          |                                            |            |                                               | Încărcați imagine | Raportați eroare |
| 90850.02.01                               | Așezarea în peșteră de la Ribicioara - Peștera Avenul cu incizii de la Gaura Cizmii / ansamblu anonim (Categorie: locuire) (Tip: Așezare în peșteră)                 | sat Ribicioara, comuna Ribița                        | Peștera Avenul cu incizii de la Gaura Cizmii                                      |                                            |            | 46°14′02″N 22°45′48″E / 46.23391°N 22.76334°E | Încărcați imagine | Raportați eroare |
| 90850.02.02                               | Așezarea în peșteră de la Ribicioara - Peștera Avenul cu incizii de la Gaura Cizmii / ansamblu anonim (Categorie: locuire) (Tip: Așezare în peșteră)                 | sat Ribicioara, comuna Ribița                        | Peștera Avenul cu incizii de la Gaura Cizmii                                      |                                            |            | 46°14′02″N 22°45′48″E / 46.23391°N 22.76334°E | Încărcați imagine | Raportați eroare |
| 90850.03.01                               | Așezarea de epoca bronzului de la Ribicioara - La Cărămizi / ansamblu anonim (Categorie: locuire) (Tip: Așezare)                                                     | sat Ribicioara, comuna Ribița                        | La Cărămizi                                                                       | Șoimuș                                     |            |                                               | Încărcați imagine | Raportați eroare |
| 90850.03.02                               | Așezarea de epoca bronzului de la Ribicioara - La Cărămizi / ansamblu anonim (Categorie: locuire) (Tip: Așezare)                                                     | sat Ribicioara, comuna Ribița                        | La Cărămizi                                                                       | Coțofeni                                   |            |                                               | Încărcați imagine | Raportați eroare |
| 90814.02.01                               | Situl arheologic de la Ribița - Mina Ribița / ansamblu anonim (Categorie: exploatare/carieră) (Tip: Mină pentru exploatarea aurului)                                 | sat Ribița, comuna Ribița                            | Mina Ribița                                                                       |                                            |            |                                               | Încărcați imagine | Raportați eroare |
| 90814.02.02                               | Situl arheologic de la Ribița - Mina Ribița / ansamblu anonim (Categorie: exploatare/carieră) (Tip: Mină pentru exploatarea aurului)                                 | sat Ribița, comuna Ribița                            | Mina Ribița                                                                       |                                            |            |                                               | Încărcați imagine | Raportați eroare |
| 91009.03.01                               | Movila de epocă necunoscută de la Romos - Halm / ansamblu anonim (Categorie: mormant tumular) (Tip: Movilă)                                                          | sat Romos, comuna Romos                              | Halm                                                                              |                                            |            |                                               | Încărcați imagine | Raportați eroare |
| 91036.01.01                               | Așezarea dacică de la Romoșel - Cioaca Grădiștii / ansamblu anonim (Categorie: locuire) (Tip: Așezare)                                                               | sat Romoșel, comuna Romos                            | Cioaca Grădiștii                                                                  | dacică                                     |            | 45°46′24″N 23°21′38″E / 45.7734°N 23.36064°E  | Încărcați imagine | Raportați eroare |
| 91036.02.01                               | Așezarea dacică de la Romoșel - Dealul Făget / ansamblu anonim (Categorie: locuire) (Tip: Așezare)                                                                   | sat Romoșel, comuna Romos                            | Dealul Făget                                                                      | dacică                                     |            |                                               | Încărcați imagine | Raportați eroare |
| 86927.02.01                               | Așezarea Coțofeni de la Ruda - Vârful Cireșata / ansamblu anonim (Categorie: locuire) (Tip: Așezare)                                                                 | sat Ruda, comuna Ghelari                             | Vârful Cireșata                                                                   | Coțofeni                                   |            |                                               | Încărcați imagine | Raportați eroare |
| 86927.03.01                               | Situl arheologic de la Ruda / ansamblu anonim (Categorie: exploatare/carieră) (Tip: Mină)                                                                            | sat Ruda, comuna Ghelari                             |                                                                                   |                                            |            |                                               | Încărcați imagine | Raportați eroare |
| 86927.03.02                               | Situl arheologic de la Ruda / ansamblu anonim (Categorie: exploatare/carieră) (Tip: Mină)                                                                            | sat Ruda, comuna Ghelari                             |                                                                                   |                                            |            |                                               | Încărcați imagine | Raportați eroare |
| 87335.01.01                               | Așezarea Coțofeni de la Ruda-Brad - Cireșata / ansamblu anonim (Categorie: locuire) (Tip: Așezare)                                                                   | sat Ruda-Brad, municipiul Brad                       | Cireșata                                                                          | Coțofeni                                   |            |                                               | Încărcați imagine | Raportați eroare |
| 87335.02.01                               | Mina de epocă romană la Ruda-Brad - Muncelu / ansamblu anonim (Categorie: exploatare/carieră) (Tip: Mină)                                                            | sat Ruda-Brad, municipiul Brad                       | Muncelu                                                                           |                                            |            |                                               | Încărcați imagine | Raportați eroare |
| 87335.03.01                               | Necropola illyrică din epoca daco-romană de la Ruda-Brad - La Petronești / ansamblu anonim (Categorie: descoperire funerară) (Tip: necropola de incinerație)         | sat Ruda-Brad, municipiul Brad                       | La Petronești                                                                     | illyrică                                   |            |                                               | Încărcați imagine | Raportați eroare |
| 87335.04.01                               | Situl arheologic de la Ruda-Brad / ansamblu anonim (Categorie: exploatare/carieră) (Tip: Mină)                                                                       | sat Ruda-Brad, municipiul Brad                       |                                                                                   |                                            |            |                                               | Încărcați imagine | Raportați eroare |
| 87335.04.02                               | Situl arheologic de la Ruda-Brad / ansamblu anonim (Categorie: exploatare/carieră) (Tip: Mină)                                                                       | sat Ruda-Brad, municipiul Brad                       |                                                                                   |                                            |            |                                               | Încărcați imagine | Raportați eroare |
| 87335.04.03                               | Situl arheologic de la Ruda-Brad / ansamblu anonim (Categorie: exploatare/carieră) (Tip: Mină)                                                                       | sat Ruda-Brad, municipiul Brad                       |                                                                                   |                                            |            |                                               | Încărcați imagine | Raportați eroare |
| 90093.01.01                               | Situl arheologic de la Runcu Mare - Peștera de la Runcu Mare / ansamblu anonim(Peștera Nr. 1) (Categorie: locuire) (Tip: Așezare în peșteră)                         | sat Runcu Mare, comuna Lelese                        | Peștera de la Runcu Mare                                                          |                                            |            | 45°44′46″N 22°38′21″E / 45.74614°N 22.63904°E | Încărcați imagine | Raportați eroare |
| 90093.01.02                               | Situl arheologic de la Runcu Mare - Peștera de la Runcu Mare / ansamblu anonim(Peștera Nr. 1) (Categorie: locuire) (Tip: Așezare în peșteră)                         | sat Runcu Mare, comuna Lelese                        | Peștera de la Runcu Mare                                                          | Coțofeni                                   |            | 45°44′46″N 22°38′21″E / 45.74614°N 22.63904°E | Încărcați imagine | Raportați eroare |
| 90093.01.03                               | Situl arheologic de la Runcu Mare - Peștera de la Runcu Mare / ansamblu anonim(Peștera Nr. 1) (Categorie: locuire) (Tip: Așezare în peșteră)                         | sat Runcu Mare, comuna Lelese                        | Peștera de la Runcu Mare                                                          | Basarabi                                   |            | 45°44′46″N 22°38′21″E / 45.74614°N 22.63904°E | Încărcați imagine | Raportați eroare |
| 90093.01.04                               | Situl arheologic de la Runcu Mare - Peștera de la Runcu Mare / ansamblu anonim(Peștera Nr. 1) (Categorie: locuire) (Tip: Așezare în peșteră)                         | sat Runcu Mare, comuna Lelese                        | Peștera de la Runcu Mare                                                          | dacică                                     |            | 45°44′46″N 22°38′21″E / 45.74614°N 22.63904°E | Încărcați imagine | Raportați eroare |
| 90636.01.01                               | Așezarea Coțofeni de la Rușor - Haltă / ansamblu anonim (Categorie: locuire) (Tip: Așezare)                                                                          | sat Rușor, comuna Pui                                | Haltă                                                                             | Coțofeni                                   |            |                                               | Încărcați imagine | Raportați eroare |
| 90636.02.01                               | Așezarea de epocă dacică de la Rușor - Sălașe / ansamblu anonim (Categorie: locuire) (Tip: Așezare)                                                                  | sat Rușor, comuna Pui                                | Sălașe                                                                            | dacică                                     |            |                                               | Încărcați imagine | Raportați eroare |
| 90636.03.01                               | Așezarea de epocă dacică de la Rușor - Cetățuie / ansamblu anonim (Categorie: locuire) (Tip: așezare fortificată)                                                    | sat Rușor, comuna Pui                                | Cetățuie                                                                          | dacică                                     |            |                                               | Încărcați imagine | Raportați eroare |
| 90636.04.01                               | Biserica ortodoxă românească veche de la Rușor / ansamblu anonim (Categorie: construcție de cult) (Tip: Biserică)                                                    | sat Rușor, comuna Pui                                |                                                                                   | Sec. XV-XVI d. Chr                         |            | 45°31′39″N 23°01′37″E / 45.52751°N 23.02697°E | Încărcați imagine | Raportați eroare |
| 88742.01.01                               | Așezarea de epocă romană de la Ruși / ansamblu anonim (Categorie: locuire) (Tip: Așezare)                                                                            | sat Ruși, comuna Bretea Română                       |                                                                                   |                                            |            |                                               | Încărcați imagine | Raportați eroare |
| 91009.05.01                               | Situl arheologic de la Romos-Sârba/Valea Vaideilor (Autostrada Orăștie-Sibiu, lot 1, Sit 1, km. 3+750 - 4+100) / ansamblu anonim (Categorie: locuire) (Tip: așezare) | sat Romos, comuna Romos                              | Sârba/Valea Vaideilor (Autostrada Orăștie-Sibiu, lot 1, Sit 1, km. 3+750 - 4+100) |                                            |            |                                               | Încărcați imagine | Raportați eroare |
| 91009.05.02                               | Situl arheologic de la Romos-Sârba/Valea Vaideilor (Autostrada Orăștie-Sibiu, lot 1, Sit 1, km. 3+750 - 4+100) / ansamblu anonim (Categorie: locuire) (Tip: așezare) | sat Romos, comuna Romos                              | Sârba/Valea Vaideilor (Autostrada Orăștie-Sibiu, lot 1, Sit 1, km. 3+750 - 4+100) |                                            |            |                                               | Încărcați imagine | Raportați eroare |